# Celidomphax
Celidomphax is een geslacht van vlinders van de familie spanners (Geometridae), uit de onderfamilie Geometrinae.

## Soorten
- C. analiplaga (Warren, 1905)
- C. omanensis Wiltshire, 1978
- C. prolongata Prout, 1915
- C. quadrimacula Janse, 1935
- C. rubrimaculata (Warren, 1905)